# CPAN
CPAN (ang. Comprehensive Perl Archive Network) – źródło dokumentacji oraz modułów do języka Perl. Zgromadzone moduły mają bardzo wiele zastosowań (np. umożliwiają dostęp do baz danych czy protokołów komunikacyjnych, tworzenie obrazków, wykonywanie skomplikowanych operacji matematycznych i in.). Na początku 2007 roku liczba modułów przekraczała 11 000, a ich łączny rozmiar 3 400 MB, na początku drugiej połowy roku 2010 było ich już ponad 18 000, co dało prawie 7 400 MB.
Wszystkie moduły są darmowe; większość z nich została udostępniona na Licencji Artystycznej lub GNU GPL.